# Kal Dāvūd
Kal Dāvūd (persiska: کل داود, Gol-e Dāvūd) är en ort i Iran.   Den ligger i provinsen Kermanshah, i den västra delen av landet, 500 km väster om huvudstaden Teheran. Kal Dāvūd ligger 619 meter över havet och antalet invånare är 131.
Terrängen runt Kal Dāvūd är huvudsakligen kuperad, men åt nordväst är den platt. Runt Kal Dāvūd är det ganska tätbefolkat, med 155 invånare per kvadratkilometer. Närmaste större samhälle är Sarpol-e Z̄ahāb, 4,4 km nordväst om Kal Dāvūd. Trakten runt Kal Dāvūd består till största delen av jordbruksmark.